# 안둘레
그래프 이론과 매트로이드 이론에서 안둘레(영어: girth 거스[*])는 그래프 또는 매트로이드 속의 가장 작은 “구멍”, 즉 최소의 순환의 크기이다. 마찬가지로 그래프 또는 매트로이드의 밖둘레(영어: circumference 서컴퍼런스[*])는 최대의 순환의 크기이다.

## 정의

### 매트로이드
매트로이드 {\displaystyle X}의 회로들의 집합을
{\displaystyle \operatorname {Circ} (X)\subseteq \operatorname {Pow} (X)}
라고 하자.
매트로이드 {\displaystyle X}의 안둘레는 그 회로의 크기의 최솟값이다.
{\displaystyle \operatorname {girth} (X)=\min _{C\in \operatorname {Circ} (X)}|C|\in \{\kappa \in \operatorname {Card} \colon \kappa \leq |X|\}\sqcup \{+\infty \}}
여기서 {\displaystyle \operatorname {Card} }는 모든 기수들의 모임이다.
만약 회로가 존재하지 않는다면, 이 경우 안둘레를 형식적인 기호 {\displaystyle +\infty }로 정의한다.
매트로이드 {\displaystyle X}의 밖둘레는 그 회로의 크기의 최댓값이다.
{\displaystyle \operatorname {circ} (X)=\max _{C\in \operatorname {Circ} (X)}|C|\in \{\kappa \in \operatorname {Card} \colon \kappa \leq |X|\}\sqcup \{-\infty \}}
만약 회로가 존재하지 않는다면, 이 경우 밖둘레를 형식적인 기호 {\displaystyle -\infty }로 정의한다.

### 그래프
임의의 다중 그래프 {\displaystyle \Gamma }의 변들의 집합 {\displaystyle \operatorname {E} (\Gamma )} 위에는 다음과 같은 두 매트로이드 구조를 줄 수 있다.:§2.2
- (유한) 순환 매트로이드 {\displaystyle \operatorname {M} _{\text{FC}}(\Gamma )}에서, 회로는 {\displaystyle \Gamma }의 (유한) 순환이다.
- 접합 매트로이드 {\displaystyle \operatorname {M} _{\text{B}}(\Gamma )}에서, 회로는 접합(영어: bond)라고 하며, {\displaystyle \Gamma }의 변의 (유한 또는 무한) 집합 {\displaystyle S\subseteq \operatorname {E} (\Gamma )} 가운데, 다음 두 조건을 만족시키는 것이다.
  - {\displaystyle \Gamma }의 연결 성분 가운데 적어도 하나 이상은 {\displaystyle \Gamma \setminus S}에서 연결 성분이 아니게 된다.
  - 임의의 {\displaystyle e\in S}에 대하여, {\displaystyle \Gamma }의 모든 연결 성분은 {\displaystyle \Gamma \setminus (S\setminus \{e\})}에서도 연결 성분으로 남는다.

이 두 매트로이드는 서로 쌍대 매트로이드를 이룬다.
다중 그래프 {\displaystyle \Gamma }의 안둘레는 그 순환 매트로이드 {\displaystyle \operatorname {M} _{\text{FC}}(\Gamma )}의 안둘레이다. 즉, 그래프 {\displaystyle \Gamma }의 안둘레는 그 그래프 속의 순환의 최소 길이이다. 순환을 갖지 않는 그래프(즉, 숲 그래프)의 경우, 안둘레를 무한대로 정의한다. 즉, 그래프의 안둘레의 가능한 값은 다음과 같다.
{\displaystyle \{3,4,5,\dotsc \}\sqcup \{+\infty \}}
다중 그래프 {\displaystyle \Gamma }의 밖둘레는 그 순환 매트로이드 {\displaystyle \operatorname {M} _{\text{FC}}(\Gamma )}의 밖둘레이다. 즉, 그래프 속의 순환의 길이들의 상한이다. 순환을 갖지 않는 그래프(즉, 숲 그래프)의 경우, 밖둘레를 {\displaystyle -\infty }로 정의한다. 즉, 그래프의 밖둘레의 가능한 값은 다음과 같다.
{\displaystyle \{3,4,5,\dotsc \}\sqcup \{+\infty ,-\infty \}}
물론, 유한 그래프의 밖둘레는 {\displaystyle +\infty }가 될 수 없다.
다중 그래프 {\displaystyle \Gamma }의 변 연결도(邊連結度, 영어: edge connectivity)는 그 접합 매트로이드 {\displaystyle \operatorname {M} _{\text{FB}}(\Gamma )}의 안둘레이다. 즉, 그래프 {\displaystyle \Gamma }의 가장 작은 접합의 크기, 즉 새 연결 성분을 만들기 위해서 제거해야 하는 변의 수의 최솟값이다. 무한 그래프의 경우, 변 연결도는 (안둘레와 달리) 임의의 기수 값을 가질 수 있다. 무변 그래프가 아닌 모든 다중 그래프는 하나 이상의 접합을 가지므로, 이 경우 변 연결도는 잘 정의된다. 무변 그래프의 경우, 변 연결도는 {\displaystyle +\infty }로 놓는다.
마찬가지로, 다중 그래프 {\displaystyle \Gamma }의 접합 매트로이드의 밖둘레 (접합의 크기의 상한) 역시 정의될 수 있으며, 이를 최대 접합 크기(영어: maximum bond size)라고 하자. 무한 그래프의 경우, 최대 접합 크기는 (밖둘레와 달리) 임의의 기수 값을 가질 수 있다. 무변 그래프가 아닌 모든 다중 그래프는 하나 이상의 접합을 가지므로, 이 경우 최대 접합 크기는 잘 정의된다. 무변 그래프의 경우, 최대 접합 크기는 {\displaystyle -\infty }로 놓는다.

## 성질

### 분리합집합
임의의 그래프들의 족 {\displaystyle \{\Gamma _{i}\}_{i\in I}}에 대하여, 다음이 성립한다.
{\displaystyle \operatorname {girth} \left(\bigsqcup _{i\in I}\Gamma _{i}\right)=\min _{i\in I}\operatorname {girth} \Gamma _{i}}
{\displaystyle \operatorname {circ} \left(\bigsqcup _{i\in I}\Gamma _{i}\right)=\sup _{i\in I}\operatorname {circ} \Gamma _{i}}
{\displaystyle \operatorname {girth} \left(\operatorname {M_{B}} \left(\bigsqcup _{i\in I}\Gamma _{i}\right)\right)=\min _{i\in I}\operatorname {girth} \operatorname {M_{B}} (\Gamma _{i})}
{\displaystyle \operatorname {circ} \left(\operatorname {M_{B}} \left(\bigsqcup _{i\in I}\Gamma _{i}\right)\right)=\sup _{i\in I}\operatorname {circ} \operatorname {M_{B}} (\Gamma _{i})}
여기서 {\displaystyle \textstyle \bigsqcup }는 그래프의 분리합집합이다.

### 상계
꼭짓점이 {\displaystyle n}개인 유한 그래프의 밖둘레는 {\displaystyle n} 이하이며, 이 상계는 해밀턴 순환에 의하여 포화된다. 즉, 밖둘레가 {\displaystyle n}인 것은 해밀턴 순환을 갖는 것과 동치이다.
차수 {\displaystyle r}의 정규 그래프 {\displaystyle \Gamma }에 대하여, 다음이 성립한다.
{\displaystyle |\operatorname {V} (\Gamma )|\geq {\begin{cases}1+r\sum _{i=0}^{(\operatorname {girth} \Gamma -3)/2}(r-1)^{i}&2\nmid \operatorname {girth} \Gamma \\2\sum _{i=0}^{(\operatorname {girth} \Gamma -2)/2}(r-1)^{i}&2\mid \operatorname {girth} \Gamma \end{cases}}}
이 부등식을 포화시키는 정규 그래프를 무어 그래프(영어: Moore graph)라고 한다.
그래프 {\displaystyle \Gamma }에서, 주어진 꼭짓점에 연결된 모든 변들의 집합은 접합을 이룬다. 따라서,
꼭짓점의 차수들의 상한은 그 최대 접합 크기의 하계를 이루며, 꼭짓점의 차수들의 최솟값은 변 연결도의 상계를 이룬다.
{\displaystyle \operatorname {girth} (\operatorname {M_{FB}} (\Gamma ))\leq \min _{v\in \operatorname {V} (\Gamma )}\deg _{\Gamma }v\leq \sup _{v\in \operatorname {V} (\Gamma )}\deg _{\Gamma }v\leq \operatorname {circ} (\operatorname {M_{FB}} (\Gamma ))}

## 예
| 이름             | 기호                                                                | 안둘레                   | 밖둘레                       | 변 연결도                   | 최대 접합 크기                                                                            |
| ---------------- | ------------------------------------------------------------------- | ------------------------ | ---------------------------- | --------------------------- | ----------------------------------------------------------------------------------------- |
| 완전 그래프      | {\displaystyle K_{n}} ({\displaystyle n\geq 3})                     | 3                        | {\displaystyle n}            | {\displaystyle n-1}         | {\displaystyle \lfloor n^{2}/4\rfloor }                                                   |
| 완전 이분 그래프 | {\displaystyle K_{m,n}} ({\displaystyle \min\{m,n\}\geq 2})         | 4                        | {\displaystyle 2\min\{m,n\}} | {\displaystyle \min\{m,n\}} | {\displaystyle \lfloor m/2\rfloor \lceil n/2\rceil +\lceil m/2\rceil \lfloor n/2\rfloor } |
| 숲 그래프        | {\displaystyle T} ({\displaystyle \|\operatorname {E} (T)\|\geq 1}) | {\displaystyle +\infty } | {\displaystyle -\infty }     | 1                           | 1                                                                                         |
| 무변 그래프      | {\displaystyle {\bar {K}}_{n}}                                      | {\displaystyle +\infty } | {\displaystyle -\infty }     | {\displaystyle +\infty }    | {\displaystyle -\infty }                                                                  |
| 순환 그래프      | {\displaystyle C_{n}} ({\displaystyle n\geq 3})                     | {\displaystyle n}        | {\displaystyle n}            | 2                           | 2                                                                                         |
| 페테르센 그래프  | {\displaystyle \operatorname {GPG} (5,2)}                           | 5                        | 9                            | 3                           |                                                                                           |
| 데자르그 그래프  | {\displaystyle \operatorname {GPG} (10,3)}                          | 6                        | 20                           | 3                           |                                                                                           |

## 역사
무어 그래프의 개념은 미국의 수학자 에드워드 포리스트 무어(영어: Edward Forrest Moore, 1925~2003)가 도입하였다. 변 연결도는 카미유 조르당이 1869년에 도입하였다.